# Georg Wilhelm Böhmer
Pour les articles homonymes, voir Böhmer.
Johann Georg Wilhelm Böhmer (Georges-Guillaume Boehmer) est un théologien jacobin allemand né le 7 février 1761 à Göttingen où il  est mort le 12 janvier 1839. Cofondateur de la République de Mayence, il a été professeur de droit à l'Université de Göttingen, secrétaire particulier du général Adam-Philippe de Custine, juge et commissaire de police du royaume de Westphalie.

## Biographie

### Débuts
Johann Georg Wilhelm Böhmer est le fils de Georg Ludwig Böhmer (de) (1715–1797) et de Henriette Elisabeth Philippine Mejer (1734–1796), et le petit-fils de Justus Henning Böhmer.
À partir de 1779, Böhmer étudie la théologie, la philosophie (chez Georg Christoph Lichtenberg) et le droit à l’université de Göttingen (où son frère, Johann Friedrich Eberhard Böhmer (de), deviendra professeur en droit). En 1785, à la fin de ses études, il obtient un poste d’enseignant à la faculté de philosophie de Göttingen. Il enseigne le droit et l’histoire de l’Église. Deux ans plus tard il publie son journal : Journal sur le droit et l’histoire de l’église et les hommes qui ont fait l’église. Le 17 septembre 1787, il est nommé docteur en philosophie.
Pour Georg Wilhelm, les réformes proposées par son père ne vont pas assez vite, ni assez loin. Il provoque ainsi ses supérieurs, par sa pédanterie, ses idées dérivées du calvinisme et ses élucubrations sur la Liberté de pensée. Bien qu’il ait des soutiens pour quelques-unes de ses thèses, notamment de Johann Salomo Semler, « le donneur de leçons » est obligé de quitter son université.

### Jacobin allemand sous l’occupation française de Mayence (1792-1793)

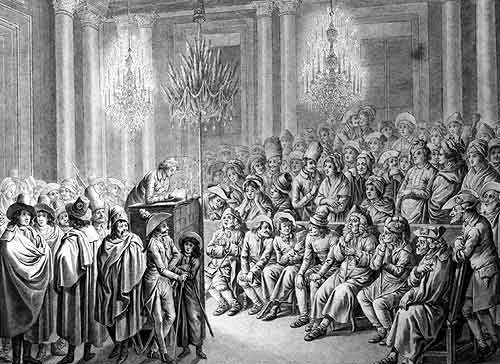
Rassemblement du « club des jacobins de Mayence » au château de Mayence. Le 25 novembre 1792, Friedrich Georg Pape y expose ses thèses sur les relations entre la constitution française et l’Église catholique.

En 1788, Böhmer obtient un poste de professeur et de vice-recteur au lycée luthérien de Worms. Là aussi, en raison de ses idées novatrices et de sa manie de vouloir donner des leçons à tout le monde, il entre très vite en conflit avec ses collègues luthériens. Böhmer est un protestant réformé, avec Karl Friedrich Bahrdt (1741–1792) comme modèle. Dans son lycée il incite ses élèves à penser par eux-mêmes. Il leur apprend la tolérance basée sur la raison.
Le conflit avec ses collègues, connait son apogée en mai 1789. La corporation fait parvenir une lettre de réclamation à l’empereur Joseph II à Vienne. On reproche à Böhmer, ses pensées novatrices, ses méthodes de formation et son mépris total pour toute croyance. Au vu de ses idées, il n’est pas étonnant que Böhmer suive avec intérêt et sympathie le mouvement révolutionnaire français et qu’il salue avec enthousiasme le début de la Révolution française avec la prise de la Bastille le 14 juillet 1789.
En 1792, les troupes révolutionnaires françaises occupent les régions situées sur la rive gauche du Rhin, autour de Worms et de Spire. Lorsque le général français, Adam-Philippe de Custine (1740–1793), occupe Spire, Böhmer lui demande de bien vouloir également « briser les chaînes de l’esclavage » de la ville de Worms. Avec cette demande, il favorise la prise de Worms par Custine le 4 octobre 1792. Böhmer devient ainsi secrétaire particulier de Custine  et il accompagne les troupes françaises à Mayence. Faisant office d’administrateur et de traducteur pour Custine, il essaye de convaincre la population du bien-fondé de la constitution française. Dans la Mainzer Zeitung il fait publier ses essais sur la théologie. À partir du 22 octobre 1792 il prend en charge la rédaction du journal. Le lendemain, au château de Mayence, il devient cofondateur du « club des jacobins de Mayence ». Il prend ainsi beaucoup d’influence sur la réalité de l’occupation. Cela lui permet de  promouvoir les idéaux de la Révolution française : « Liberté, Égalité, Fraternité » et de proposer l’instauration d’une république allemande sous protection française.
Il se fait sa publicité grâce à de nombreux écrits et en particulier avec son journal, la Mainzer National Zeitung. En raison de sa proximité avec le général Custine, ce journal devient un organe semi-officiel du gouvernement en place. À l’image des clubs jacobins de Paris et de Strasbourg, il crée également « le club des amis de la liberté et de l’égalité » de Mayence. À sa création, le club est composé d’une vingtaine de personnes, principalement issues de l’élite de la bourgeoise de Mayence. Au bout de quelques semaines à peine, le nombre des membres dépasse la barre des 500. On y retrouve quelques personnalités éminentes qui constituent le noyau intellectuel de la mouvance révolutionnaire sur les rives du Rhin : le professeur de mathématiques Mathias Metternich, le médecin Georg von Wedekind (de), le théologien Felix Anton Blau, le professeur en philosophie Anton-Joseph Dorsch, le naturaliste Georg Forster, ainsi que Caroline Schelling, veuve de Franz Wilhelm Böhmer (le frère de Georg Wilhelm).
Plusieurs autres « clubs jacobins » sont créés, notamment à Worms et à Spire. Malgré de nombreuses initiatives telles que la plantation solennelle d’arbres de liberté, des conférences publiques sur la Déclaration des droits de l'homme et du citoyen de 1789 et les acquis de la révolution, la publication de tracts et de journaux révolutionnaires, la majorité de la population, notamment rurale, reste plutôt réticente.

## Député à l’Assemblée nationale du Rhin allemand
Déçue par la réticence de la population des territoires occupés, l’Assemblée nationale parisienne impose, par décrets de décembre 1792, l’abolition du féodalisme et l’instauration, après vote, de la constitution révolutionnaire française. C’est ainsi que se déroulent, le 4 février 1793 sur les territoires situés sur la rive gauche du Rhin, les premières élections municipales et législatives. La participation au vote est cependant faible. De nombreux citoyens ont peur des représailles au retour éventuel des anciens seigneurs, réfugiés sur les territoires du Saint-Empire romain germanique voisin. Ils refusent également de prêter serment sur les principes de liberté, égalité, fraternité. De plus, les troupes d’occupation deviennent de plus en plus impopulaires, en raison de l’instauration d’importantes contributions. Les élections municipales et législatives se terminent finalement tant bien que mal et le 18 mars 1793 est constituée la première Assemblée Nationale du Rhin Allemand. Cette Assemblée se compose de 130 députés élus, dont Böhmer avec quelques autres dirigeants jacobins. En tout premier, les députés déclarent, le territoire situé sur la rive gauche du Rhin, entre Bingen et Landau, comme un État libre et indivisible. Cet État, appelé « République de Mayence », répond à des lois élaborées en commun et basées sur les principes de liberté et d’égalité. Les députés décident également la séparation avec le Saint-Empire romain germanique. Peu de temps après, ils font une demande de rattachement de cette nouvelle République à la République française, obtenant l'annexion à la France le 30 mars 1793.

## Emprisonné par les Prussiens (1793-1795)

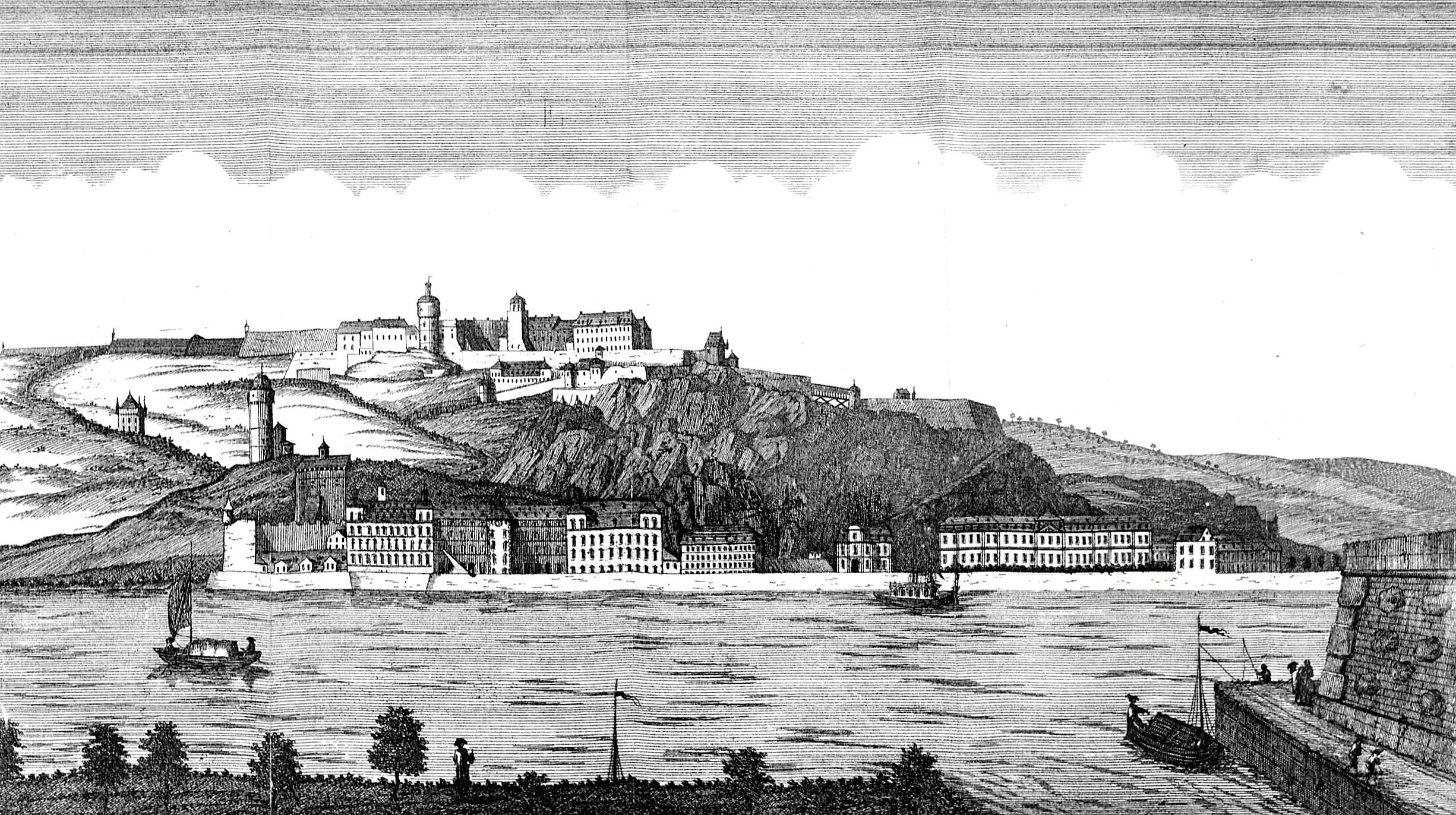
La forteresse d'Ehrenbreitstein, 1789

La première république sur le sol allemand ne constitue cependant qu’un bref épisode de l’histoire. Avec l’avancée des troupes prussiennes et autrichiennes et le siège de Mayence, la période française s’achève provisoirement en juillet 1793. Les assiégeants refusent d’accorder un sauf-conduit vers la France, aux clubistes enfermés dans Mayence. Une proposition d’échange avec des otages français échoue également. Tous ceux qui n’arrivent pas à fuir, risquent le lynchage pour trahison de la patrie. Böhmer est également pris à partie par les citoyens de Mayence. Il doit probablement la vie à l’intervention des troupes prussiennes qui rétablissent l’ordre et la discipline et interdisent les lynchages. 41 clubistes, dont Böhmer et Metternich  sont envoyés à la forteresse d'Ehrenbreitstein près de Coblence. À leur arrivée, le 29 juillet 1793, Böhmer et Metternich font une dernière déclaration politique. Leur espoir de libération par échange avec des otages, reste cependant vain. Le 31 décembre 1793, Böhmer fait une demande écrite de libération au roi Frédéric-Guillaume II de Prusse. Dans sa lettre il prend ses distances avec « la terreur », instituée par Robespierre en France en 1793. Il écrit que ses convictions ne lui permettent plus d’aller dans un pays qui laisse triompher le vice et l’athéisme et dans lequel les droits de l’homme les plus élémentaires sont bafoués. Sa demande de libération est refusée. Lorsqu’au début de 1794, les Français se rapprochent à nouveau, Böhmer, ainsi que d’autres clubistes sont transférés à la citadelle de Petersberg près de Erfurt.

## Activités politiques à Paris à partir de 1795
À la suite d'un échange d’otages français, Böhmer est finalement libéré en février 1795. Avec sa femme et la plupart des autres clubistes, il est autorisé à émigrer vers la France. Entretemps, avec l’exécution de Robespierre en juillet 1794 et la prise du pouvoir par le Directoire, la situation politique française s’est un peu calmée. La situation financière des émigrants est par contre difficile. Le 2 juin 1795, Böhmer écrit au « Comité de secours public » pour demander une aide financière. Il justifie sa demande en raison de son esprit républicain et de son rôle très important pendant l’occupation de la rive gauche du Rhin par les troupes françaises en 1792. Il obtient effectivement une aide financière.
À partir de ce moment, Böhmer réside à Paris. Il y avait à cette époque un courant d'opinion favorable à la théorie des limites naturelles. En 1793, Danton avait déclaré : « Les limites de la République sont marquées par la nature. Nous les atteindrons toutes des quatre points de l’horizon, du côté du Rhin, du côté de l’Océan, du côté des Alpes. » Carnot faisait écho aux paroles de Danton : « Les limites anciennes et naturelles de la France sont le Rhin, les Alpes et les Pyrénées. » 
Böhmer s’engage lui aussi pour une nouvelle annexion des territoires situés sur la rive gauche du Rhin. Le 12 octobre 1795, il fait un vibrant discours devant la Convention nationale : « Je vous conjure, représentants, de maintenir du moins les décrets de réunion que vous avez déjà rendus [...] et de ne pas décréter [...] la divisibilité de la république et l'esclavage de mon pays ». Jean-Baptiste Louvet de Couvray répliquait : « Je demande que la pétition de ce citoyen, que je connais pour un ardent patriote, soit renvoyée au comité de salut public. »
Quelques semaines plus tard, Böhmer organise dans le Journal de Paris un concours pour répondre à la question : « Est-il de l’intérêt de la République française de reculer ses limites jusqu'aux bords du Rhin ? ». Doté de plusieurs milliers de francs par un « négociant de la rive gauche du Rhin » dont Böhmer préserve l'anonymat, ainsi que celui des arbites, il attire cinquante-six participants. La qualité des réponses est telle qu'il est décidé d'accorder deux premiers prix et onze seconds. Les meilleures sont rassemblées,, et publiées par Böhmer
Avec d’autres émigrants de Mayence, tels qu'Anton Joseph Dorsch et Felix Anton Blau, il publie un journal en langue allemande : le Pariser Zuschauer(« Spectateur parisien »). Ce journal, destiné aux habitants germanophones des régions frontalières, est censé représenter la voix officielle du Directoire.

## Juge de paix aux Forêts
À partir de 1795, Böhmer exerce comme juge de paix dans le département des Forêts à Habay-la-Neuve, puis, en 1797, au tribunal correctionnel de Bitburg,, où il retrouve son compatriote Blau. La même année, une République cisrhénane (une des nombreuses Républiques sœurs de la République française) est proclamée, partagée en novembre en quatre départements, dont celui du Mont-Tonnerre incluant Mayence.
En 1801, Böhmer  fonde le Journal du département des Forêts, prédécesseur du Journal officiel du département des Forêts. Le but de cette publication bilingue est « de faire connaître et aimer les lois de la République française ».

## Retour en Allemagne (1807)
À la création du royaume de Westphalie dévolu à Jérôme Bonaparte en 1807, Böhmer rentre en Allemagne. La réorganisation de l’administration judiciaire lui permet d'obtenir un poste de juge de paix cette fois à Schlanstedt près d'Oschersleben. En 1811, il est juge à la cour d'appel de Celle et juge à la cour criminelle de Göttingen. En outre il est professeur de droit à l'université de Göttingen où son beau-frère Georg Jacob Friedrich Meister (de) occupe la même position. Il participe à l’élaboration du nouveau Code pénal pour la Westphalie, qui entre autres, va interdire définitivement la torture. Il rédige également un fascicule de 900 pages sur le droit pénal et est nommé auditeur des ministères de la Justice et de l'Intérieur du royaume de Westphalie.
Böhmer occupe également le poste de commissaire général de police du département du Harz. Dans cette fonction, il est subordonné à Jean-François Marie de Bongard,,,.
Après la dissolution du royaume de Westphalie  en 1813, Böhmer reste à l’université où il entreprend de faire l’inventaire des livres de la bibliothèque qui relèvent du droit. Il récupère peu à peu une position honorable. Fidèle à ses convictions, malgré le retour à la monarchie en France, il rédige plusieurs textes qui traitent de ses idées de réforme. Il publie en particulier sur les éditions de la Lex Carolina.

## Descendance
Georg Wilhelm Böhmer épouse Juliane von Mußig. Le couple a un fils, August Ludwig Simon (1792–1794). Il épouse en secondes noces Valentina Veronica von Benzrath de Trèves. Le couple a deux enfants, Georg Friedrich August (1819–1868) et Dorothea Amalia Louise (1816–1889). Cette dernière épousera plus tard, Paul Emil Meyer (1805–1886), le fils de Friedrich Johann Lorenz Meyer (1760–1844), président du chapitre de la cathédrale de Hambourg et de Sophie Friederike Amalie Boehmer (1766–1840), une sœur de Georg Wilhelm.
Böhmer épouse enfin en troisièmes noces Charlotte Bacmeister (1780–1845), fille d’un fonctionnaire d’Altkloster, Johann Christian Bacmeister (1741–1803) de la lignée des Bacmeister de Hanovre. Ce troisième mariage reste sans enfant.

## Œuvres (sélection)
- (de) Publications de Georg Wilhelm Böhmer sur Gemeinsamer Bibliotheksverbund
- (de) « Publications de et sur Georg Wilhelm Böhmer », dans le catalogue en ligne de la Bibliothèque nationale allemande (DNB).